# Инверуно
Инверуно (итал. Inveruno) — коммуна в Италии, в провинции Милан области Ломбардия.
Население составляет 8377 человек (на 2004 г.), плотность населения составляет 686 чел./км². Занимает площадь 12 км². Почтовый индекс — 20010. Телефонный код — 02.
Покровителем коммуны почитается святитель Мартин Турский, празднование 11 ноября.